# Amazonka królewska
Amazonka królewska (Amazona guildingii) – gatunek średniej wielkości ptaka z rodziny papugowatych (Psittacidae). Jest endemiczna dla wyspy Saint Vincent w archipelagu Małych Antyli. Nie wyróżnia się podgatunków.

## Morfologia
WyglądNie występuje dymorfizm płciowy, spotykane są za to dwie odmiany barwne – pospolitsza żółto-brązowa oraz zielona. Duży, żółtawy dziób. Czerwone oczy są w większości otoczone przez białą głowę, dopiero nad karkiem i na „policzkach” jasnożółte pole. Odgraniczone od zielonego gardła, piersi i karku niebieską, grubą kreską. Nie są to kontrastowe barwy, jedna rozmywa się w drugą. Wierzch ciała łącznie z kuprem i pokrywami nadogonowymi brązowy, zielone obrzeżenia piór sprawiają wrażenie łusek. Tak samo na barkówkach, pokrywach skrzydłowych i lotkach pierwszorzędowych. Natomiast lotki drugiego rzędu są niebieskie i opalizujące. Brązowe boki ciała z jasnożółtym łuskowaniem, pokrywy podogonowe jasnozielone. Ogon niebieski z żółtym paskiem końcowym, początkowo po bokach pomarańczowy; równo ścięty. Nogi szare. Młode nie mają tak intensywnych barw.
Wymiary
- długość ciała: 41 cm
- rozpiętość skrzydeł: 94 cm
- masa ciała: 595–709 g

## Zasięg występowania
Amazonka królewska jest endemitem wyspy Saint Vincent w archipelagu Małych Antyli. Występuje na wschodnich i zachodnich zboczach przebiegającego przez wyspę pasma górskiego. Spotykana w przedziale wysokości 125–1000 m n.p.m.

## Ekologia i zachowanie
BiotopDojrzałe wilgotne lasy, zwykle na niższych wysokościach.
ZachowanieNiezwykle towarzyski gatunek, na ogół spotykana w stadach do 20 sztuk. Lata w locie aktywnym, powoli uderza skrzydłami.
GłosWydaje wiele skrzeczących, trąbiących i skomlących wrzasków. W locie donośne kuał-kuał-kuał.
PożywienieOwoce, kwiaty oraz nasiona.
LęgiTylko 1 lęg w sezonie. Wykorzystuje duże dziuple, a gniazda nie buduje, toleruje obecność innych amazonek królewskich. Składa 2 jaja, w niewoli wysiaduje je 24 dni. Młode umieją latać po 67–69 dniach.

## Status i ochrona
Międzynarodowa Unia Ochrony Przyrody (IUCN) uznaje amazonkę królewską za gatunek narażony na wyginięcie (VU – vulnerable) nieprzerwanie od 1994 roku. W 2008 roku szacowano, że całkowita liczebność populacji wynosi 730 osobników, co po przeliczeniu daje 487 osobników dorosłych. Trend liczebności populacji uznaje się za wzrostowy, do czego przyczyniły się podjęte działania ochronne, wcześniej bowiem (aż do początku lat 80. XX wieku) liczebność gatunku szybko malała. Gatunek wymieniony jest w I załączniku konwencji waszyngtońskiej (CITES).